# Novoselytsja
Novoselytsja (ukrainsk: Новоселиця} ukrainsk udtale: [ˌnɔwoˈsɛlɪtsʲɐ]; rumænsk: Noua Sulițăă; jiddisch: נאווואסעליץ) er en by i Tjernivtsi rajon, Tjernivtsi oblast (provins) i Ukraine. Den ligger på den nordlige spids af Bessarabien, på grænsen til Bukovina. Den er hjemsted for administrationen af Novoselytsia urban hromada, en af Ukraines hromadaer..
Byen har 7.588 (2019) indbyggere.

## Historie
Fra 1775 til 1918 var Bukovina en administrativ del af Habsburgermonarkiet og en provins af Østrig-Ungarn (den østrigske halvdel). Efter Første Verdenskrig blev Bukovina en del af Rumænien. I 1940 blev den nordlige halvdel af Bukovina annekteret af Sovjetunionen.
Fra 1774 til 1877 lå Novoselytsja på trelandsgrænsen mellem Kejserriget Østrig (Hertugdømmet Bukovina), Fyrstendømmet Moldavien (senere Rumænien) og Det Russiske Kejserrige (Bessarabien). Den største del af bebyggelsen tilhørte det Russiske Kejserrige og den mindre del tilhørte det Østrig-Ungarske monarki. Efter at det sekundære toldkontor i Boiany blev lukket i 1866, var Novoselytsja det eneste grænsepunkt mellem det russiske Bessarabien og den østrigske Bukovina. Med indvielsen af togforbindelsen mellem den russiske og den østrigske provins i 1893 var Novoselytsja også det fjerde togknudepunkt mellem de to imperier.